# Margareta Arvidsson
Pour les articles homonymes, voir Arvidsson.
Margareta Arvidsson, née le 12 octobre 1947 à Göteborg, est une ancienne actrice et mannequin suédoise, qui a été élue Miss Univers 1966 à 18 ans.

## Biographie
Après son règne en tant que Miss Univers, Margareta est devenu un modèle de mode pour l'agence de mannequins Ford et avait un grand succès comme un modèle international. Elle est également apparue sur scène et dans des films.
En mars 1999, Margareta Arvidsson était l'invitée d'honneur du 50e anniversaire du concours de Miss Suède.

## Vie privée
Elle a été mariée pendant neuf ans au photographe brésilien, Otto Stupakoff. Ils ont eu deux enfants.